# جامعة بيخاتش
جامعة بيخاتش (بالبوسنية: Univerzitet u Bihaću) هي مؤسسة عامة للتعليم العالي في البوسنة والهرسك، تأسست في 28 يوليو 1997، يقع مقر الجامعة في الشارع البنا كولينا 2/II.

## التاريخ
تعود نشأت التعليم العالي في منطقة بيخاتش إلى تاريخ سابق تأسيس الجامعة، ففي عام 1970 بدأ مكتب لكلية الهندسة من مدينة كارلوفاتش عمله في بيخاتش، ثم تم تأسيس كلية الهندسة في بيهاتش في عام 1975، ثم اضيف للكلية قسم تكنولوجيا الغزل والنسيج في عام 1979، فضلا عن إنشاء كلية الاقتصاد، في عام 2009 بلغ عدد خريجي الجامعة 4,935 طالب، منهم 3,954 طالب تخرج بشهادة جامعية، بينما تخرج 981 طالب بشهادة جامعية مع درجة هيئة تدريس. في العام الدراسي 2007/2008 التحق بالجامعة 4,881 طالبا، منهم 3,407 طلاب بدوام كامل وحوالي 1,474 طالب بدوام جزئي.

## الكليات
تأسست أكاديمية التربية في عام 1993، تلاها افتتاح الأكاديمية الإسلامية للتربية والتعليم في عام 1995. واليوم أصبحت جامعة بيهاتش تضم سبع كليات:
- كلية العلوم التقنية الحيوية.
- كلية الاقتصاد.
- الكلية الإسلامية للتربية والتعليم.
- كلية التربية.
- كلية القانون.
- كلية الهندسة والتقنية.
- كلية الدراسات التمريضية.

## وصلات خارجية
- الموقع الرسمي